# Dryopteris yigongensis
Dryopteris yigongensis är en träjonväxtart som beskrevs av Ren-Chang Ching. Dryopteris yigongensis ingår i släktet Dryopteris och familjen Dryopteridaceae. Inga underarter finns listade.